# Parakwat
Parakwat (nazwa systematyczna: dichlorek 1,1’-dimetylo-4,4’-bipirydyniowy) – organiczny związek chemiczny, stosowany na masową skalę jako herbicyd.
Jest to czwartorzędowa sól amoniowa, najprostszy wiologen (N,N'-dialkilowa pochodna bipirydyny). Łatwo ulega redukcji do rodnikojonu, będącego prekursorem rodników nadtlenkowych, reagujących następnie z nienasyconymi lipidami błon komórkowych.
Parakwat jest stosowany od roku 1961 i należy do najpowszechniej stosowanych herbicydów. Ze względu na dużą toksyczność i brak selektywności, od 11 lipca 2007 został zakazany w Unii Europejskiej. Zalecany dosyć powszechnie do stosowania w Stanach Zjednoczonych, jednak ze względu na toksyczność aplikacja jest możliwa tylko przez osoby posiadające uprawnienia. Dla ograniczenia niebezpieczeństwa zatrucia poprzez np. połknięcie do herbicydu zawierającego parakwat dodaje się substancje o silnym zapachu, ostrzegawczym kolorze (ciemnoniebieski) oraz powodujące wymioty w razie połknięcia.

## Właściwości
- Nieselektywny, niszczy zarówno rośliny jedno-, jak i dwuliścienne
- Bardzo szybkie działanie
- Wchłaniany przez rośliny w ciągu kilku minut (odporność na deszcz)
- Ulega dezaktywacji w kontakcie z glebą[4]